# غواصة الفئة السابعة
تايب سبعة هو أحد نماذج غواصات اليو بوت الألمانية (بالإنجليزية: U-boat) والتي تختصر للكلمة الإنجليزية (Under sea boat) ‏ ويشير المصلح الألماني لهذا النوع من القوارب بأنها غواصة. أستند تصميم هذا النوع من الغواصات إلى تصميم غواصات ألماني يعود للحرب العالمية الأولى يسمى غواصة يو بي-3 وبالذات الفئة يو جي منه الملغية التي صممت على يد شركة هولندية وهمية. هذه الشركة أسسها الألمان بعد الحرب العالمية الأولى من أنا من أجل الحفاظ على تطوير تكنولوجيا الغواصات الألمانية والالتفات على القيود التي وضعتها معاهدة فرساي، وقد تم بناء هذا النوع من الغواصات في أحواض بناء السفن في جميع أنحاء العالم. كما أستمدت هذه الفئة من الغواصات بعض أساسيات تصميمها من الغواصتين فيتيهينن  الفلندية والإسبانية إي-1. وبالاعتماد على الغواصتين الفلندية والإسبانية في التصاميم الأساسية تم الوصول إلى غواصتي تايب سبعة وتايب واحد الألمانيتين علما بأن تايب 1 كانت تبنى في حوض بناء السفن الخاص بشركة فيسر إيه جي في بريمن بألمانيا. لكن بعد ذلك عملية الإنتاج لتايب واحد توقفت بعد بناء غواصتين فقط بدون أسباب واضحة، وقد تكون الأسباب تراوحت بين أسباب سياسية ومشاكل في التصميم. تصميم تايب 1 قد أستخدم في تطوير وبناء تايب سبعة وتايب تسعة. الغواصات من تايب تسعة كانت أكثر نماذج الغواصات إستخداما في الحرب، كما كانت أكثر نماذج الغواصات إنتاجا في التاريخ حيث بني منها 703 غواصة. أما تايب ثلاثة كانت النموذج الأكثر إستخداما في معركة الأطلسي (1939-1945).